# William F. Englebright
William Fellows Englebright (ur. 23 listopada 1855 w New Bedford, zm. 10 lutego 1915 w Oakland) – amerykański polityk, członek Partii Republikańskiej.

## Działalność polityczna
W okresie od 6 listopada 1906 do 3 marca 1911 przez trzy kadencje był przedstawicielem 1. okręgu wyborczego w stanie Kalifornia w Izbie Reprezentantów Stanów Zjednoczonych.
Jego synem był Harry Lane Englebright.